# 上名古屋
上名古屋（かみなごや）は、愛知県名古屋市西区の地名。現行行政地名は上名古屋一丁目から上名古屋四丁目。住居表示実施。

## 地理
名古屋市西区東端部に位置する。東は北区、西は浄心一丁目、北は秩父通に接する。

## 歴史

### 沿革
- 1878年（明治11年）12月28日 - 名古屋村の一部より分離し、愛知郡上名古屋村として独立する[1]。
- 1889年（明治22年）10月1日 - 合併に伴い、西春日井郡金城村大字上名古屋となる[1]。また、一部が西春日井郡杉村に編入され、同村大字上名古屋となる[3]。
- 1921年（大正10年）8月22日 - 合併に伴い、名古屋市西区上名古屋町となる[1]。西春日井郡杉村大字上名古屋については、名古屋市東区柳原町となる[3]。
- 1924年（大正13年）6月1日 - 一部が堀端町に編入される[4]。
- 1940年（昭和15年）10月21日 - 名古屋市民信用組合浄心出張所設置[5]。
- 1944年（昭和19年）2月11日 - 一部が栄区に編入され、同区上名古屋町が成立[1]。
- 1945年（昭和20年）11月3日 - 栄区上名古屋町が、同区廃止に伴い、中区上名古屋町となる[1]。
- 1946年（昭和21年）4月15日 - 一部が北区に編入され、同区上名古屋町が成立[1]。
- 1947年（昭和22年）7月10日 - 西区上名古屋町の一部が浄心本通に編入される[1]。
- 1951年（昭和26年）
  - 1月12日 - 北区上名古屋町が中区上名古屋町の全域を編入する[1]。
  - 5月1日 - 北区上名古屋町の一部が城北新町・名城町に編入される[3]。
- 1954年（昭和29年）10月20日 - 田幡町・西志賀町の各一部を編入する[1]。また、一部が秩父通に編入される[1]。
- 1958年（昭和33年）2月1日 - 北区上名古屋町の一部が七夕町に編入される[6]。
- 1969年（昭和44年）5月1日 - 名古屋市民信用組合浄心出張所が合併に伴い、中京相互銀行平六支店となる[5]。
- 1978年（昭和53年）10月15日 - 中京相互銀行平六支店廃止[5]。
- 1980年（昭和55年）10月12日 - 西区上名古屋一丁目が弁天通・内江町・上名古屋町・深井町・山神町の各一部、上名古屋二丁目が弁天通・内江町・江川端町・上名古屋町・浄心本通・新屋敷町・西内江町・庭町・山神町の各一部によりそれぞれ成立[1]。また、西区上名古屋町の一部が浄心一丁目[7]・城西五丁目[4]に編入される。北区上名古屋町の一部が金城一丁目に編入される[6]。
- 1982年（昭和57年）
  - 9月5日 - 北区上名古屋町の全域が同区名城一丁目に編入され消滅[3]。
  - 11月14日 - 西区上名古屋町が堀川部分を残し廃止[1]。上名古屋一丁目に内江町および上名古屋町の各一部、上名古屋二丁目に西内江町全域および内江町・上名古屋町・浄心本通の各一部がそれぞれ編入される[1]。また、上名古屋三丁目が上名古屋町・浄心本通・秩父通の各一部、上名古屋四丁目が上名古屋町・秩父通の各一部によりそれぞれ成立する[1]。

### 字一覧
1932年（昭和7年）発行『明治十五年愛知県郡町村字名調』による愛知郡上名古屋村の字一覧。
- 志賀境（しがざかい）[8]
- 三本杁（さんぼんいり）[8]
- 大坪（おおつぼ）[8]
- 道上（みちかみ）[8]
- 東江向（ひがしえむかえ）[8]
- 西江向（にしえむかえ）[8]
- 西内江（にしうちえ）[8]
- 内江（うちえ）[8]
- 弁才（べざい）[8]
- 柳原（やなぎはら）[8]
- 深田（ふかだ）[8]
- 土井下（どいした）[8]
- 土居浦（どいうら）[8]
- 瀬戸前（せとまえ）[8]
- 向島（むこうしま）[8]
- 浮島（うきしま）[8]
- 蓮池（はすいけ）[8]
- 茅庵（ぼうはん）[8]
- 福寿ヶ岡（ふくじゅがおか）[8]
- 紅葉（もみじ）[8]
- 梅林（ばいりん）[8]
- 北浜（きたはま）[8]
- 杉股（すきまた）[8]
- 松山（まつやま）[8]
- 袊[注釈 1]久（れいきゅう）[8]
- 瀬戸（せと）[8]
- 竈屋東（かまやひがし）[8]
- 橋向（はしむかえ）[8]
- 瀬戸浦（せとうら）[8]
- 袊[注釈 1]久浦（れいきゅううら）[8]
- 松山浦（まつやまうら）[8]
- 花畑（はなばた）[8]
- 杉（すぎ）ノ内（うち）[8]
- 桜（さくら）ノ道（みち）[8]
- 大杁西（おおいりにし）[8]
- 土手下（どてした）[8]
- 三股（みつまた）[8]

## 世帯数と人口
2019年（平成31年）2月1日現在の世帯数と人口は以下の通りである。
| 丁目           | 世帯数    | 人口    |
| -------------- | --------- | ------- |
| 上名古屋一丁目 | 387世帯   | 760人   |
| 上名古屋二丁目 | 768世帯   | 1,426人 |
| 上名古屋三丁目 | 917世帯   | 1,881人 |
| 上名古屋四丁目 | 630世帯   | 1,246人 |
| 計             | 2,702世帯 | 5,313人 |

### 人口の変遷
国勢調査による人口の推移
| 1995年（平成7年）  | 5,723人 | [ WEB 6 ]  |  |
| 2000年（平成12年） | 5,392人 | [ WEB 7 ]  |  |
| 2005年（平成17年） | 5,149人 | [ WEB 8 ]  |  |
| 2010年（平成22年） | 5,103人 | [ WEB 9 ]  |  |
| 2015年（平成27年） | 5,281人 | [ WEB 10 ] |  |

## 学区
市立小・中学校に通う場合、学校等は以下の通りとなる。また、公立高等学校に通う場合の学区は以下の通りとなる。
| 丁目           | 番・番地等 | 小学校                   | 中学校               | 高等学校 |
| -------------- | ---------- | ------------------------ | -------------------- | -------- |
| 上名古屋一丁目 | 全域       | 名古屋市立上名古屋小学校 | 名古屋市立浄心中学校 | 尾張学区 |
| 上名古屋二丁目 | 全域       | 名古屋市立上名古屋小学校 | 名古屋市立浄心中学校 | 尾張学区 |
| 上名古屋三丁目 | 全域       | 名古屋市立上名古屋小学校 | 名古屋市立浄心中学校 | 尾張学区 |
| 上名古屋四丁目 | 全域       | 名古屋市立上名古屋小学校 | 名古屋市立浄心中学校 | 尾張学区 |

## 施設

### 上名古屋一丁目
- 内江公園

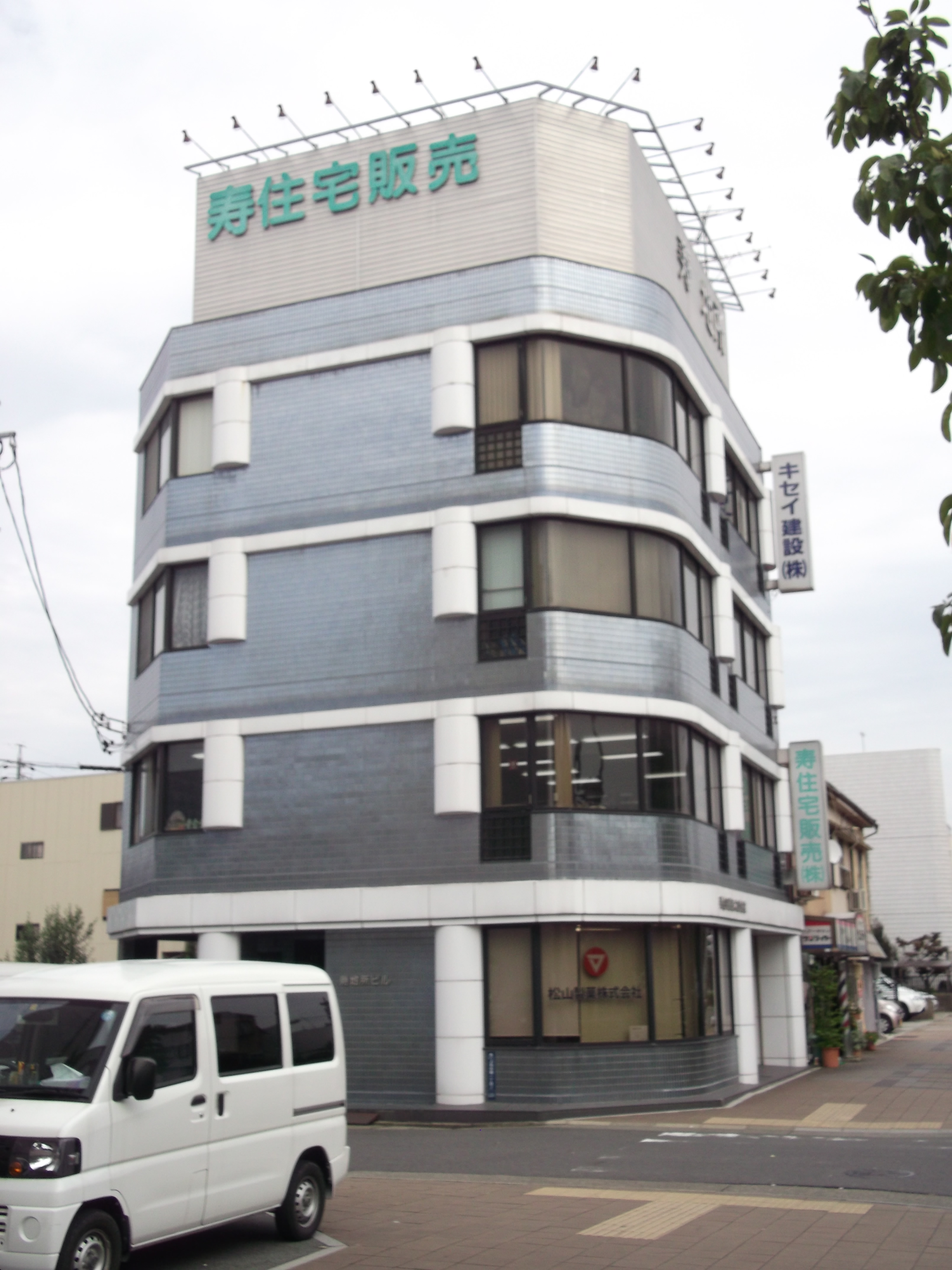
松山製菓本社
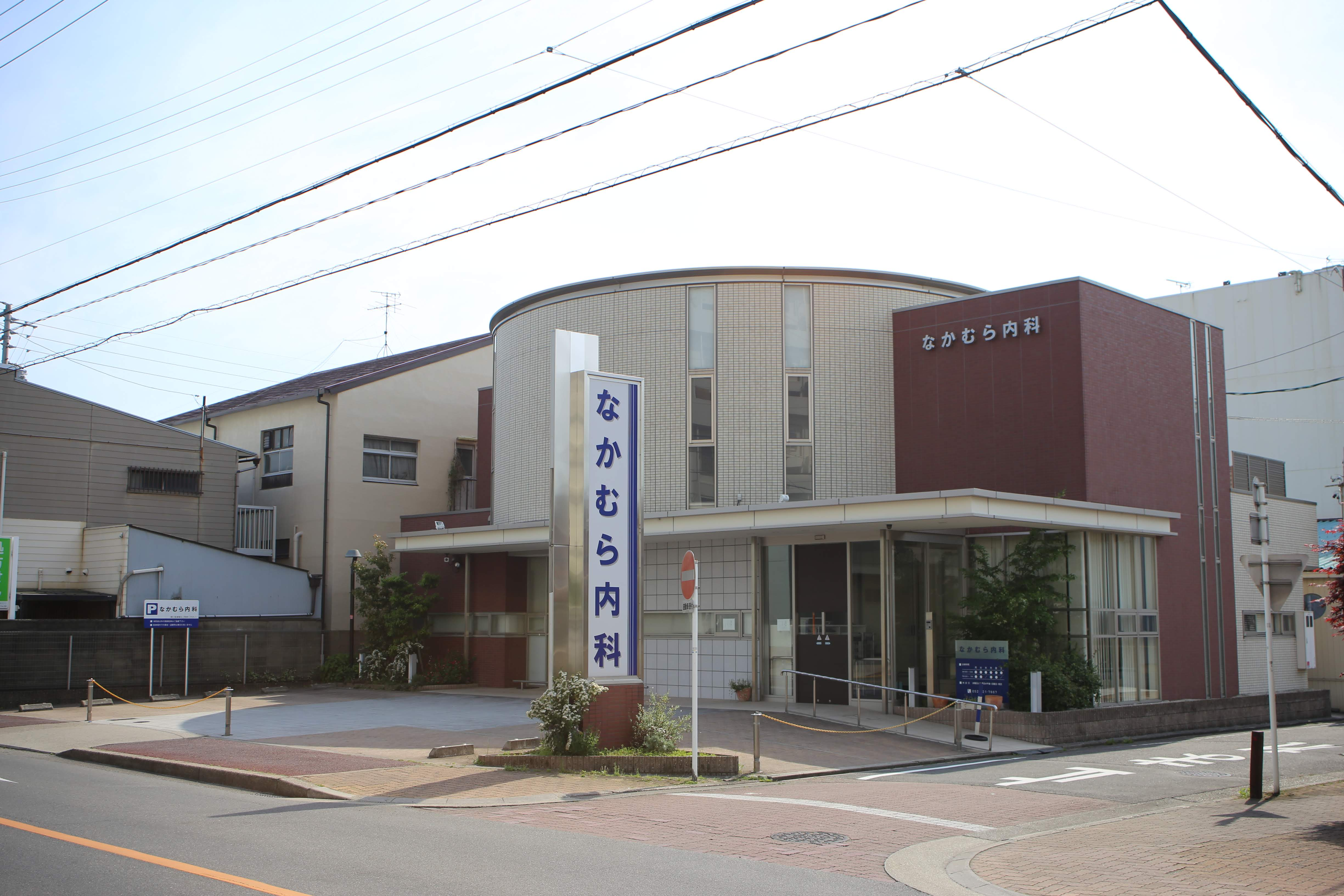
なかむら内科

- 松山製菓本社
- なかむら内科

### 上名古屋二丁目

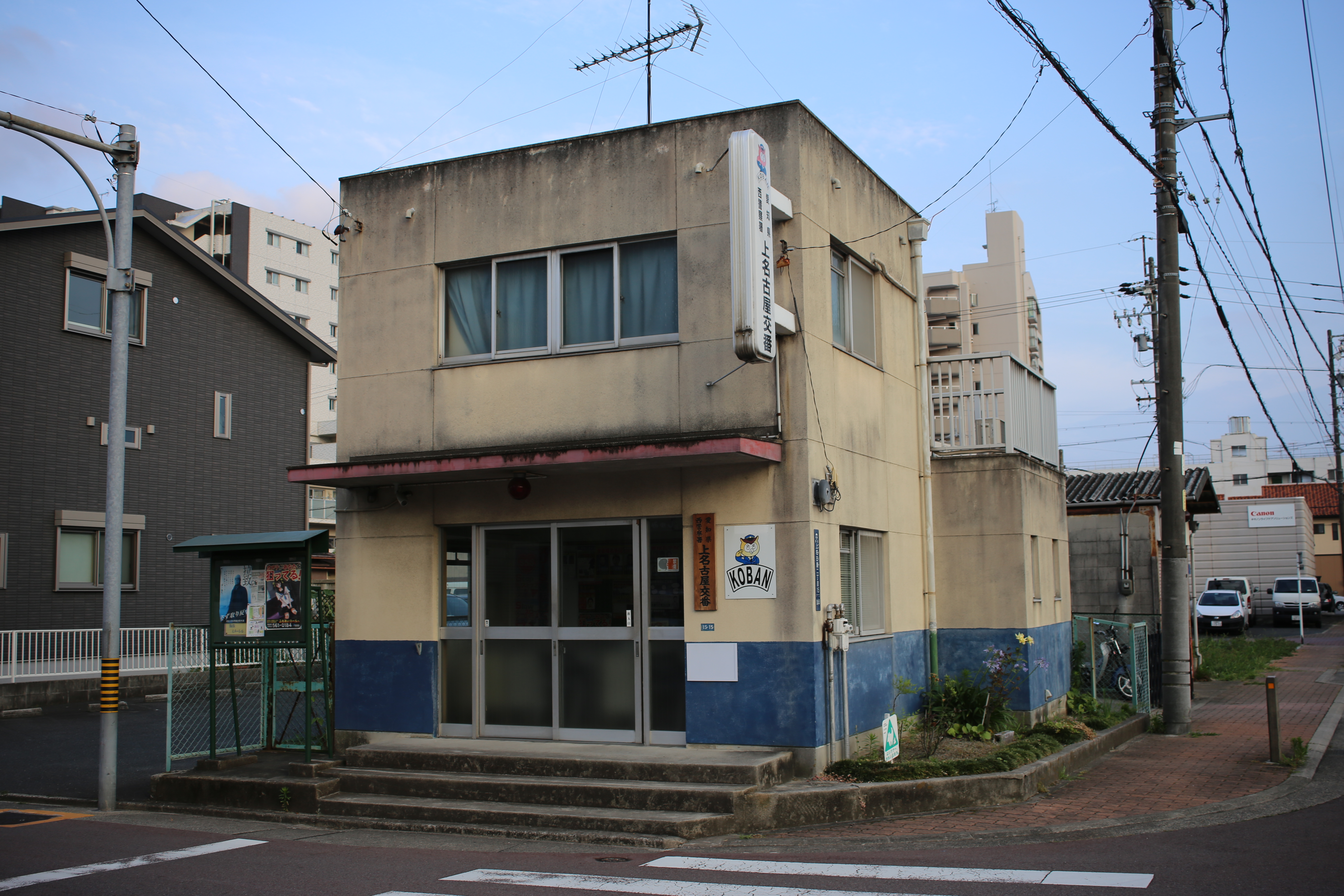
愛知県警察西警察署上名古屋交番
- 上名古屋郵便局
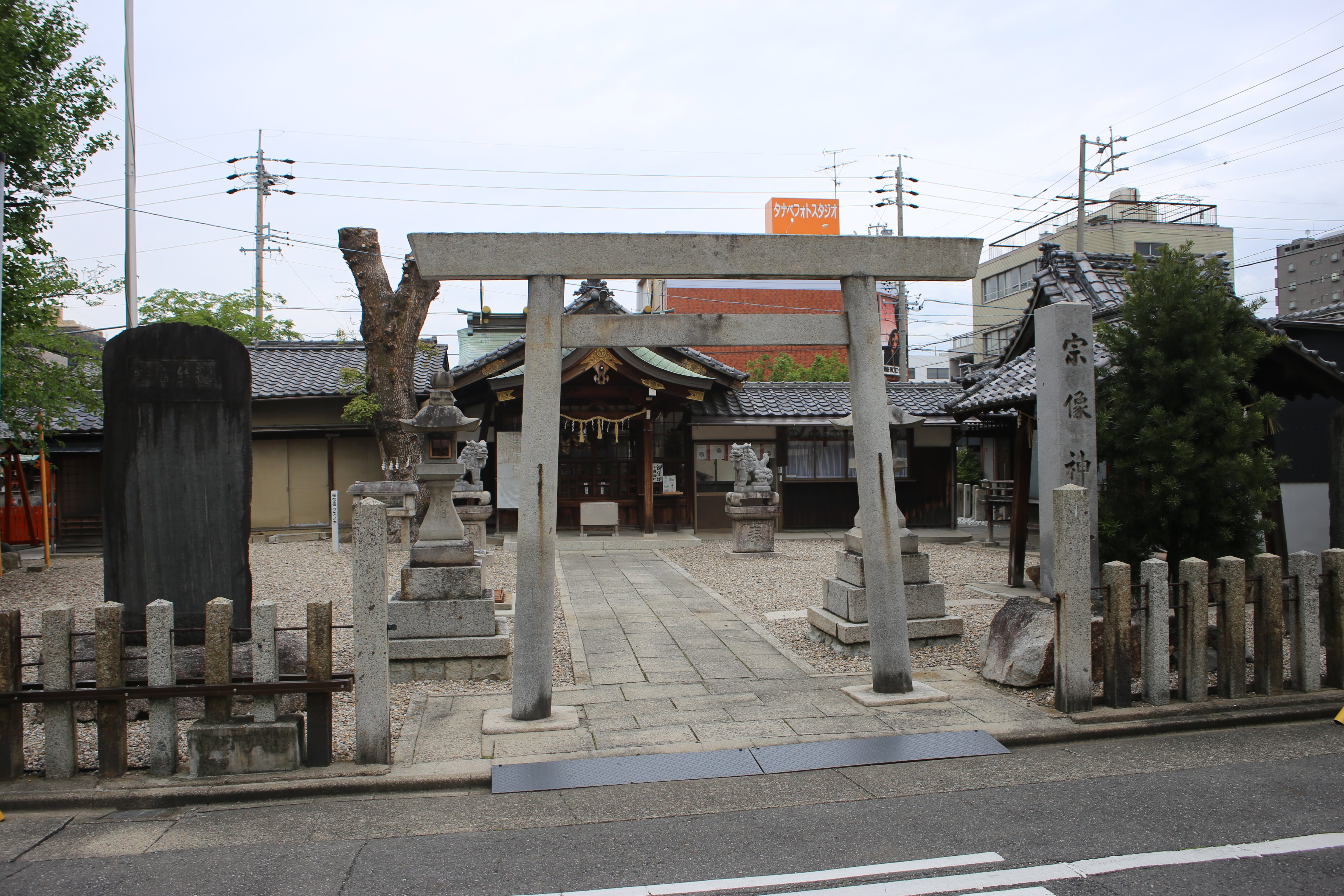
宗像神社
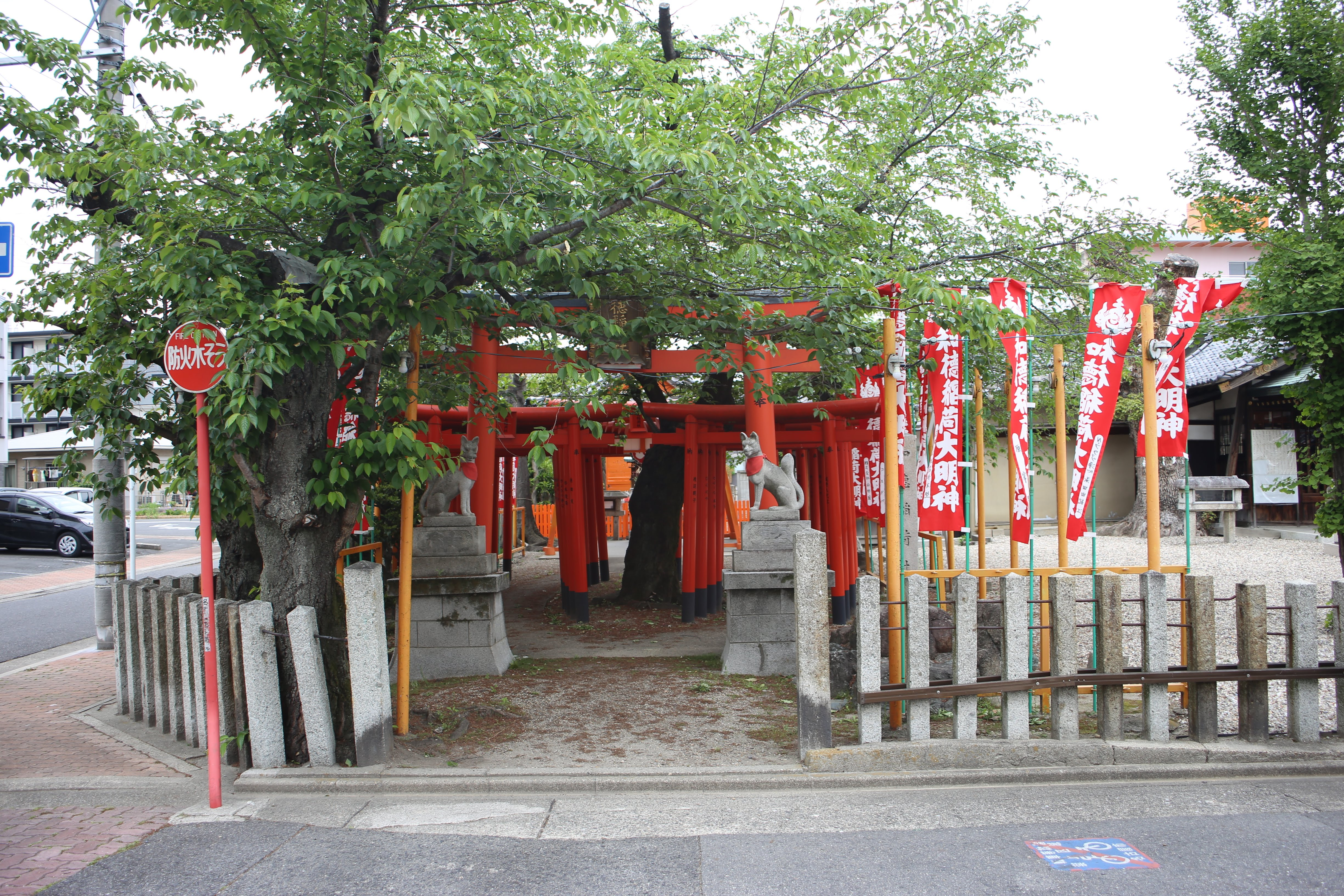
和徳稲荷社
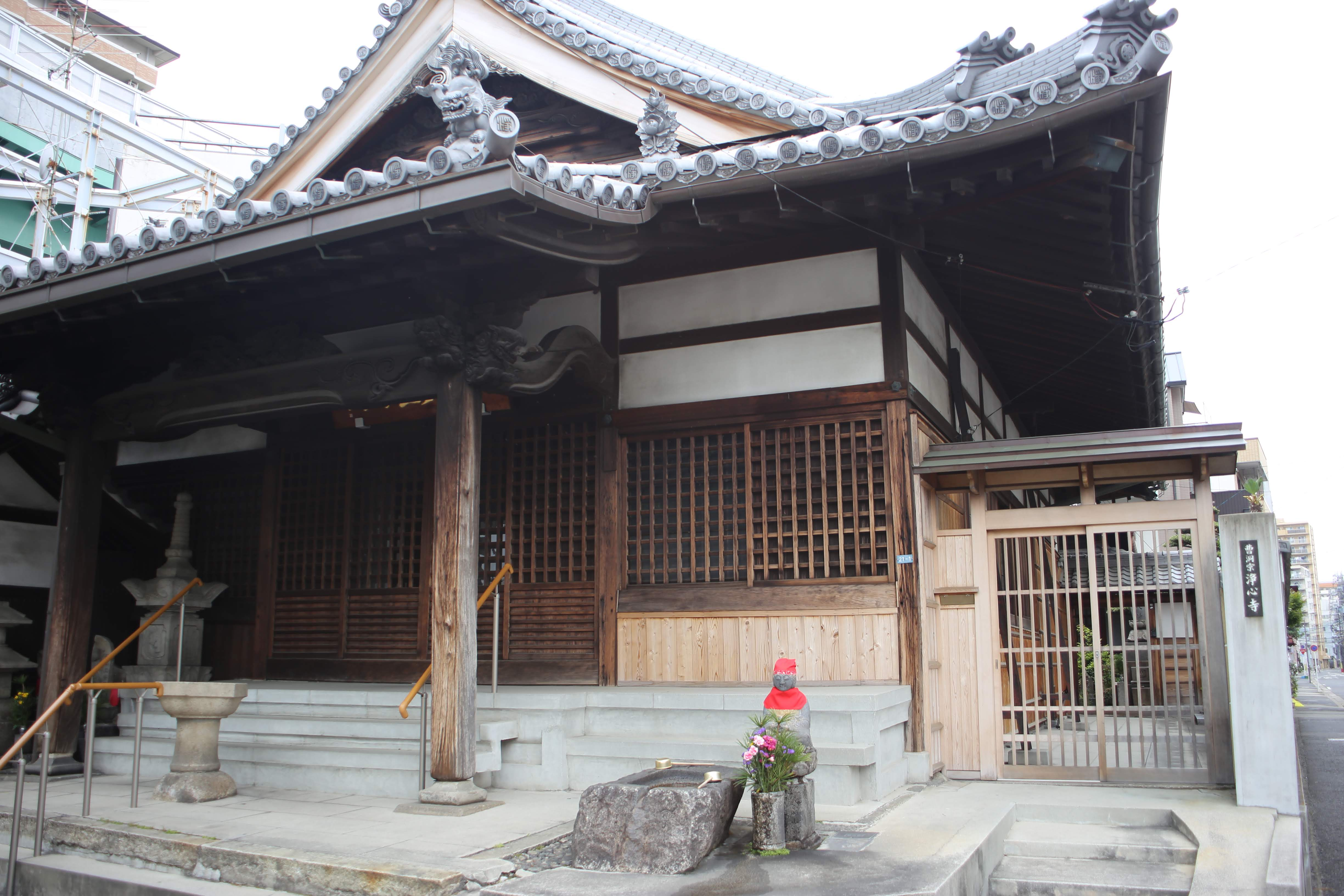
浄心寺
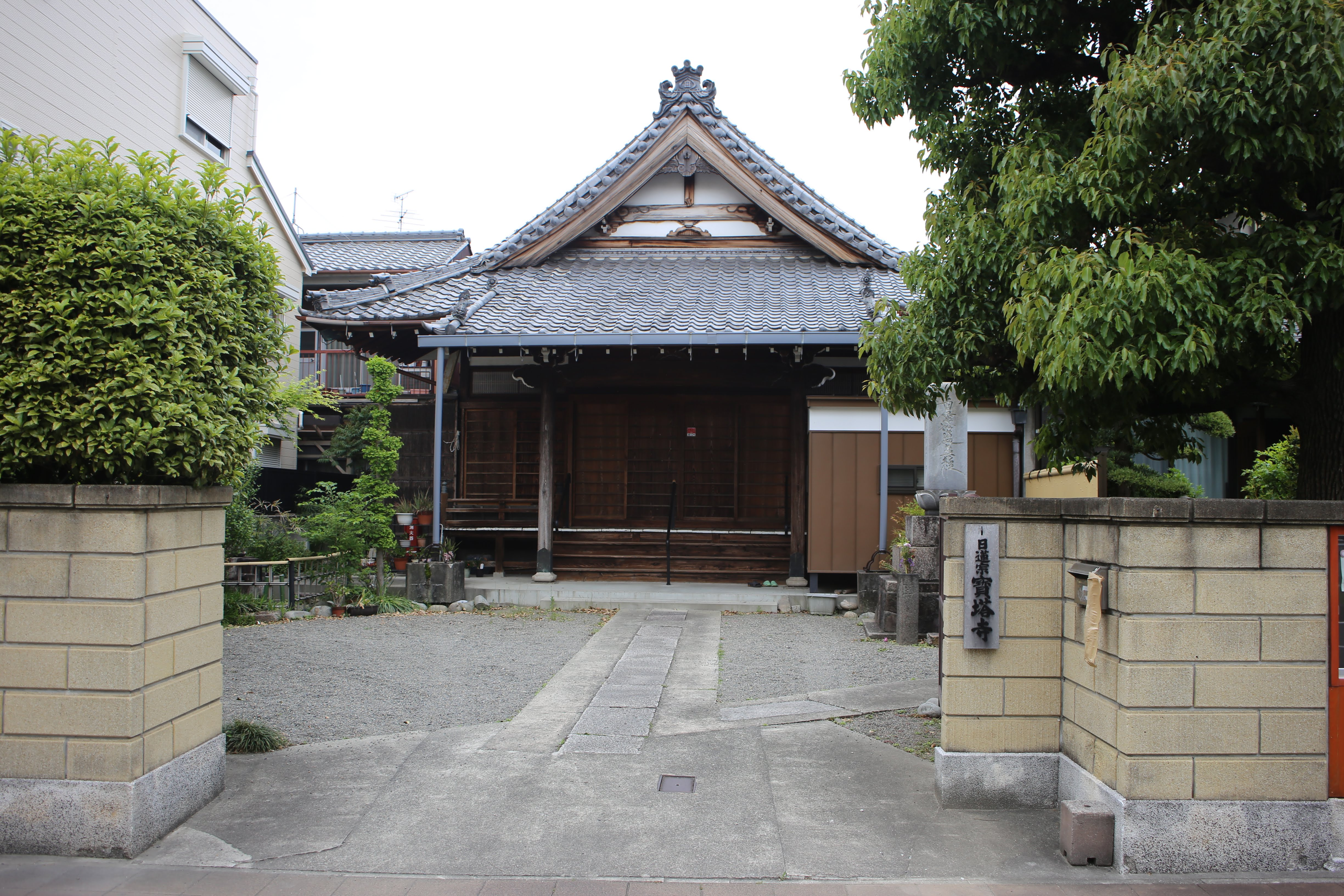
宝塔寺
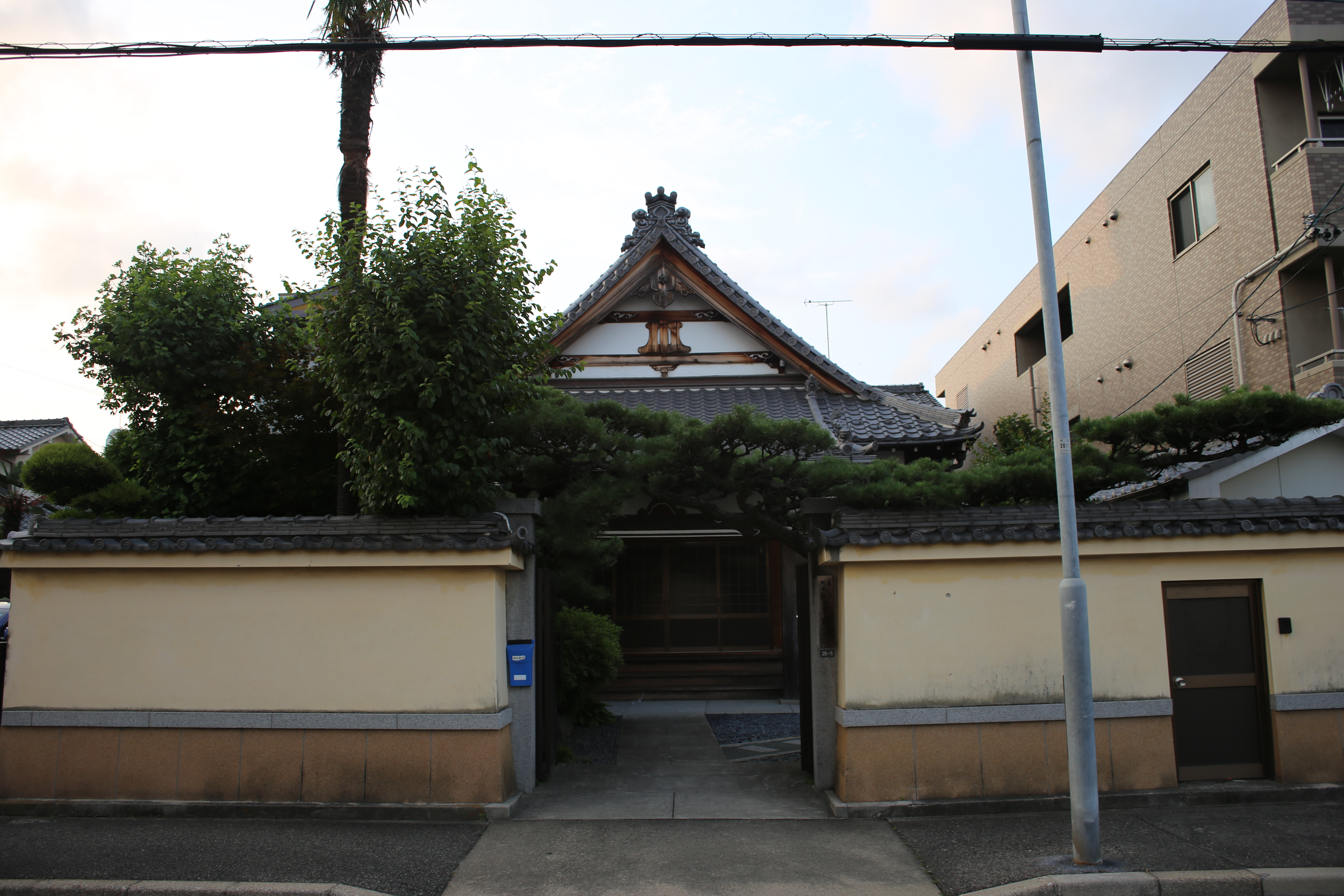
善徳寺
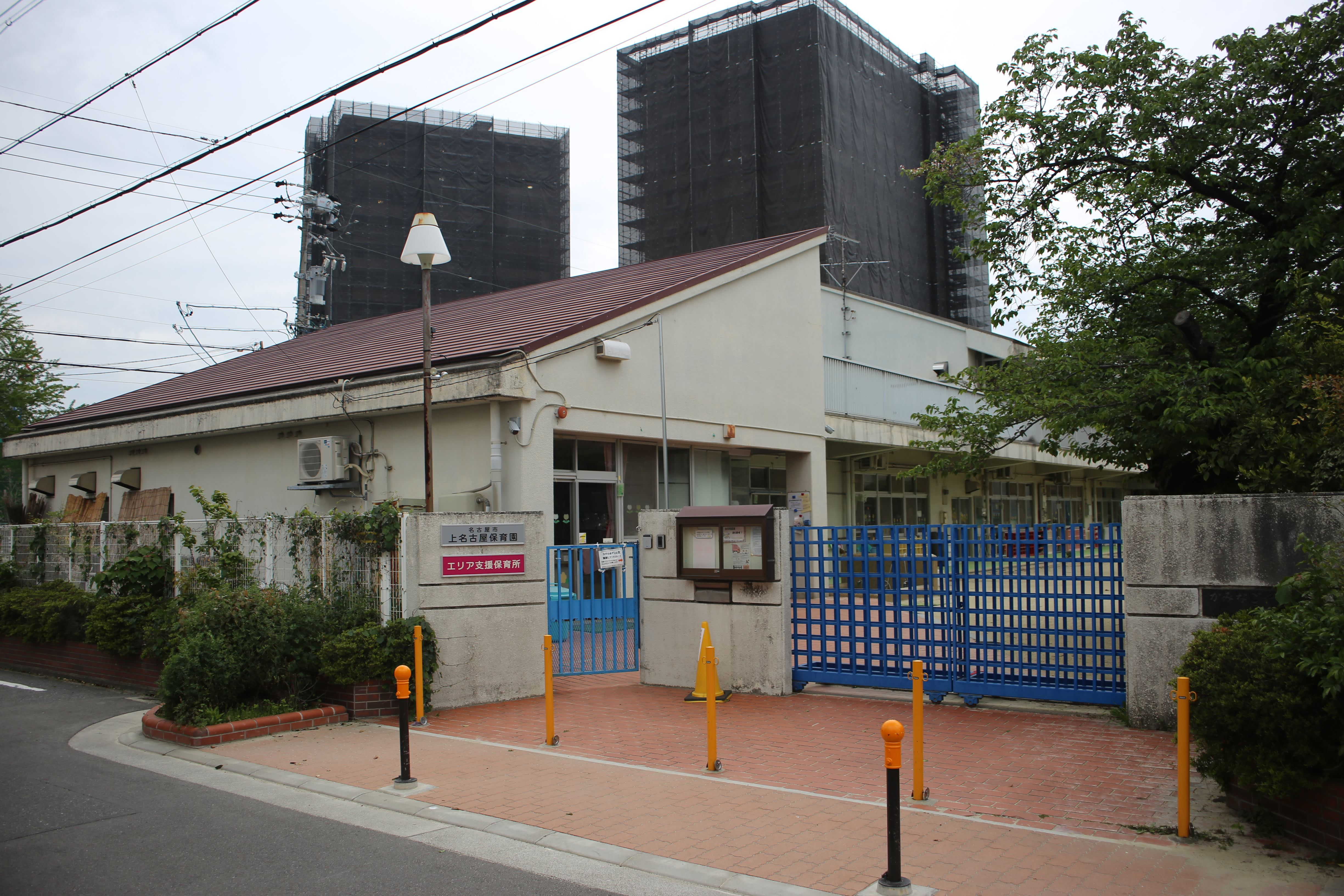
上名古屋保育園

福岡県宗像市の宗像大社になぞらえ、下御深井池の中島に田心姫命を祀り、柳原の深島神社に市杵島姫命、五平蔵町の武島神社に湍津姫命を祀っていたものを中島の宗像神社にすべて合祀したという。清洲越しにより名古屋城が成立した後、尾張藩藩主の代々の崇敬により度々の補修が加えられたとされる。明治に至り、当地が第3師団の練兵場として整備されることになったため、1889年（明治22年）6月2日に愛知郡上名古屋村の現在地に遷座された。弁財天とも称される。
境内摂社に和徳稲荷社があり、倉稲魂命を祀る。これは上御深井にあったものが、宝暦2年2月に現在地に遷座されたものである。また、徳川義直も合祀している。
- 曹洞宗浄心寺（浄心観音）[2]

寛政年間に旧浄心寺の跡地に建立されたもので、本尊は石仏聖観音 。
- 日蓮宗宝塔寺[2]
- 真宗大谷派善徳寺[2]
- 上名古屋保育園[2]

- 上名古屋交番
- 宗像神社
- 和徳稲荷社
- 浄心寺
- 宝塔寺
- 善徳寺
- 上名古屋保育園

### 上名古屋三丁目
- 名古屋市立上名古屋小学校[2]
- 上名古屋公園[2]

1941年（昭和16年）4月開園。皇太子殿下御降誕記念事業公園の名目で1940年（昭和15年）6月、上名古屋土地区画整理組合に土地の提供を受け、また、児童公園として設計することにより児童運動場新設費の名目で国庫補助金を得、工事費1万円で整備されたという。

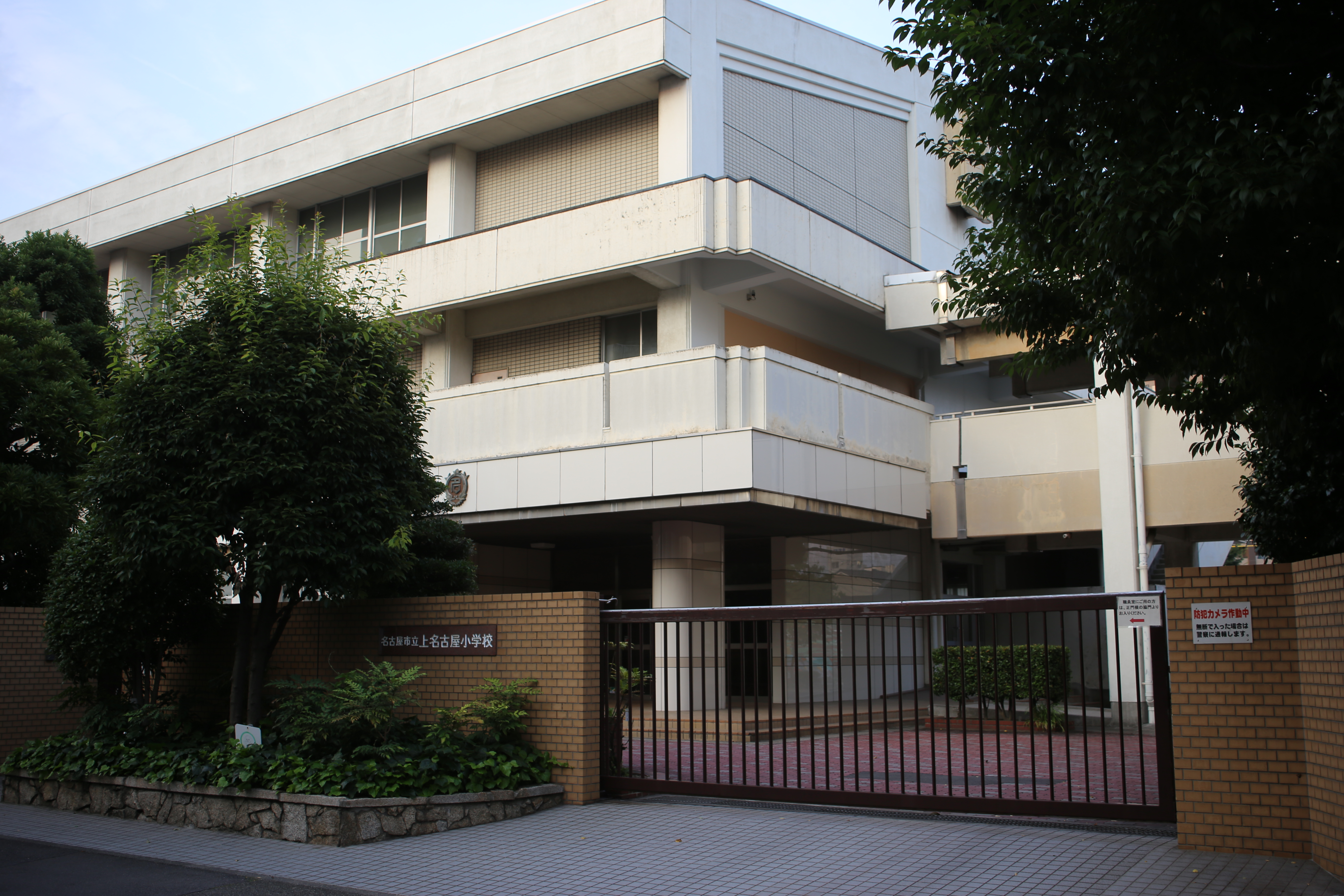
名古屋市立上名古屋小学校

### 上名古屋四丁目
- あかつき保育園[2]

1952年（昭和27年）9月9日認可の私立保育園。開園以来宗教法人神理教金城教会が運営してきたが、2013年（平成25年）10月1日に社会福祉法人として共育ちの会を設立し、移管した。
- アオキスーパー上名古屋店

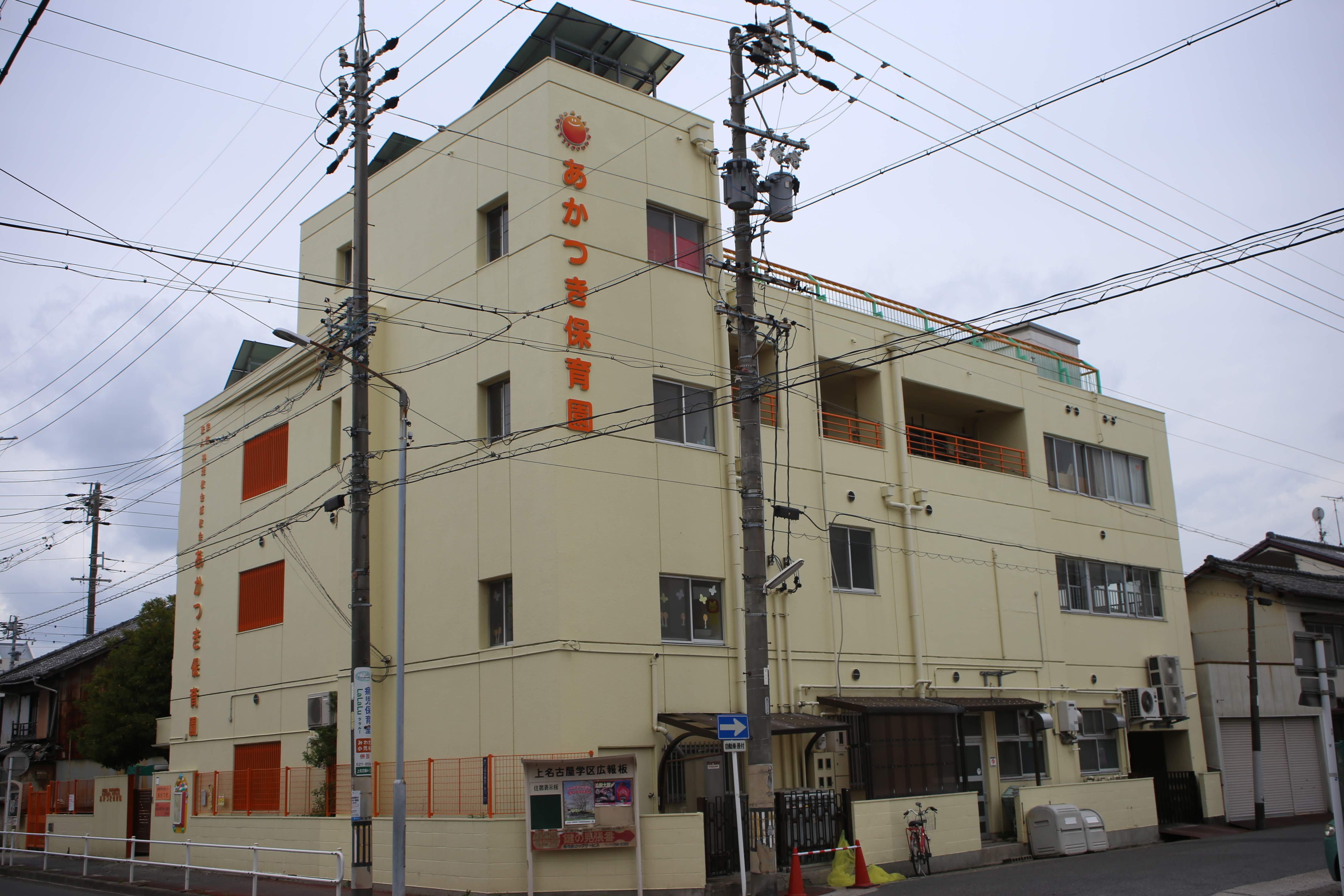
あかつき保育園
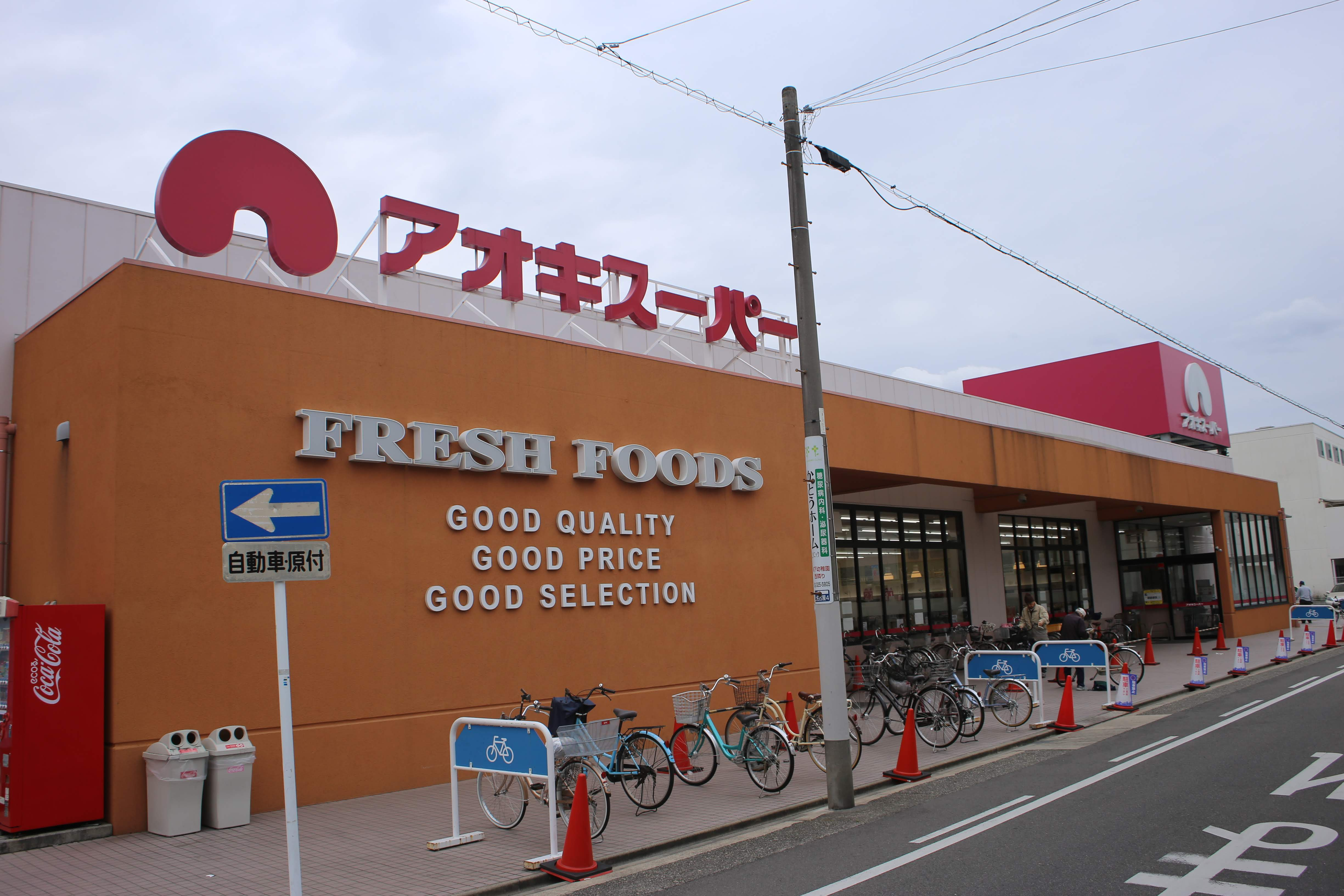
アオキスーパー上名古屋店

## その他

### 日本郵便
- 郵便番号 : 451-0025[WEB 3]（集配局：名古屋西郵便局[WEB 14]）。